# Albugnano
Albugnano är en ort och kommun i provinsen Asti i regionen Piemonte i Italien. Kommunen hade 505 invånare (2018).